# Rue des Écoles (Bondy)
Pour les articles homonymes, voir Rue des Écoles.
La rue des Écoles est un axe de communication de Bondy.

## Situation et accès
Elle franchit le canal de l'Ourcq par la passerelle des Écoles.

## Origine du nom

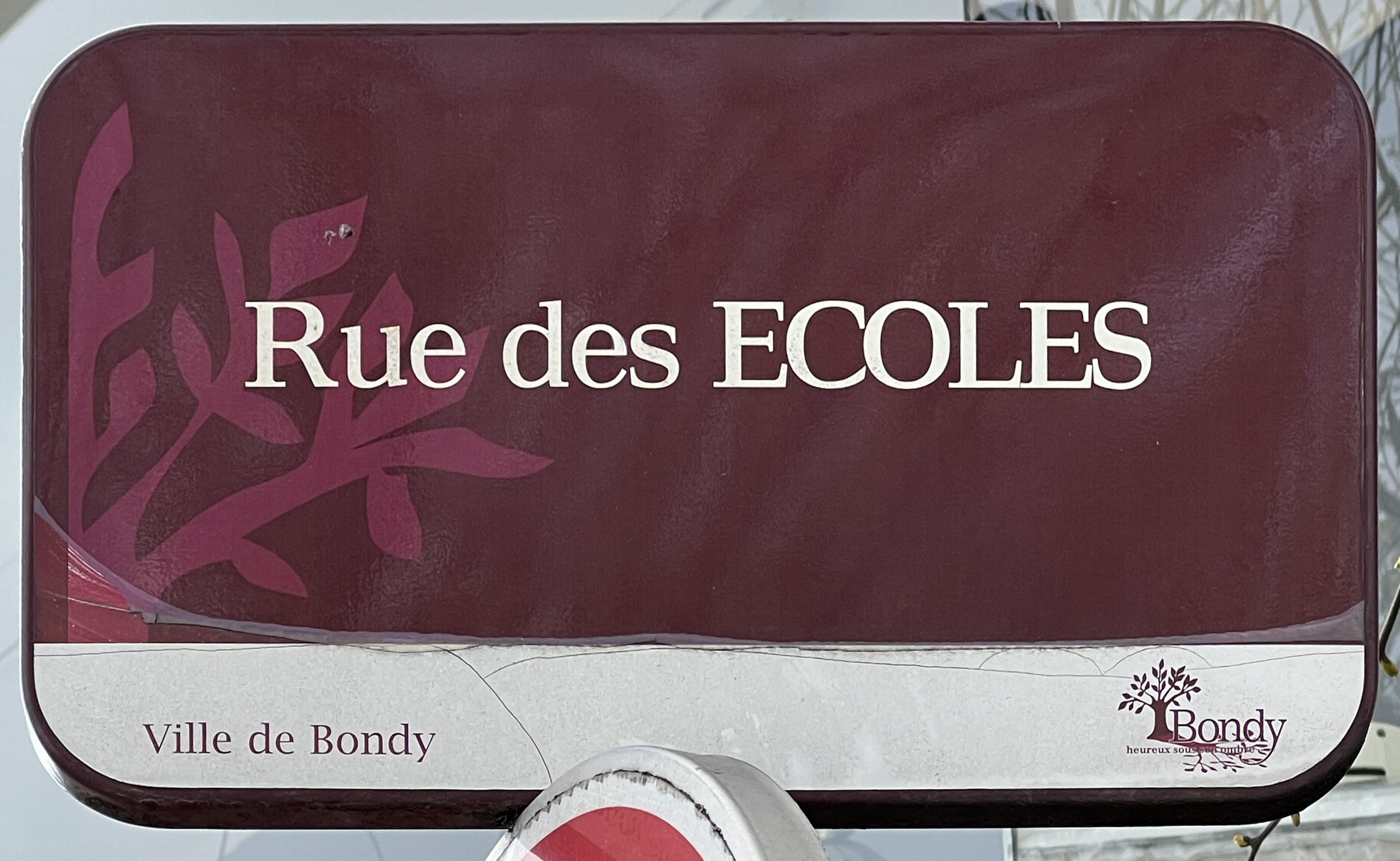
Plaque de la rue.

Cette rue tient son nom d'écoles bâties pendant la Troisième République, et qui forment aujourd'hui le groupe scolaire Pasteur,.

## Bâtiments remarquables et lieux de mémoire
- Hôpital Jean-Verdier, de l'autre côté du canal de l'Ourcq.
- Groupe scolaire Pasteur.

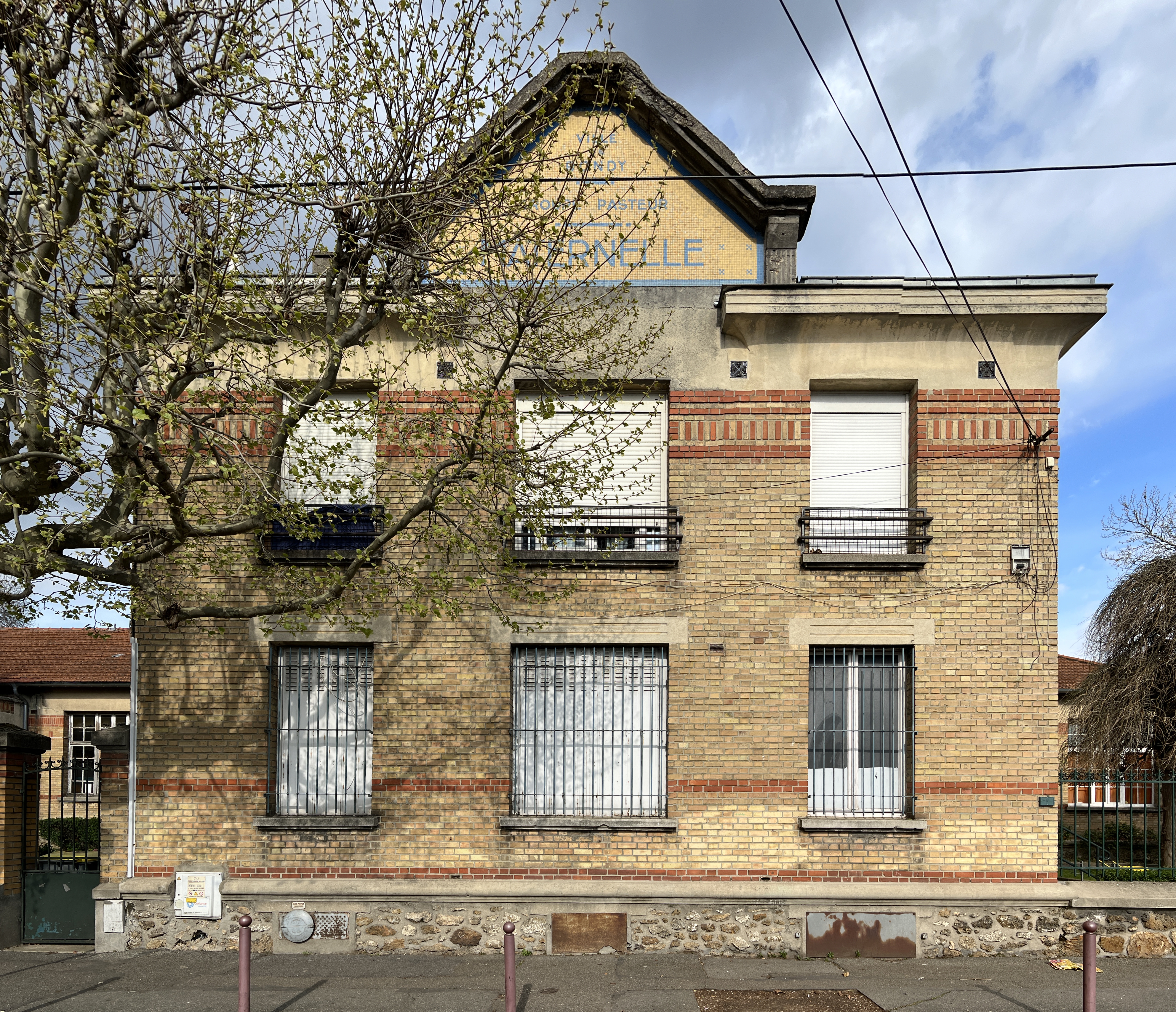
Un des bâtiments du groupe scolaire Pasteur.
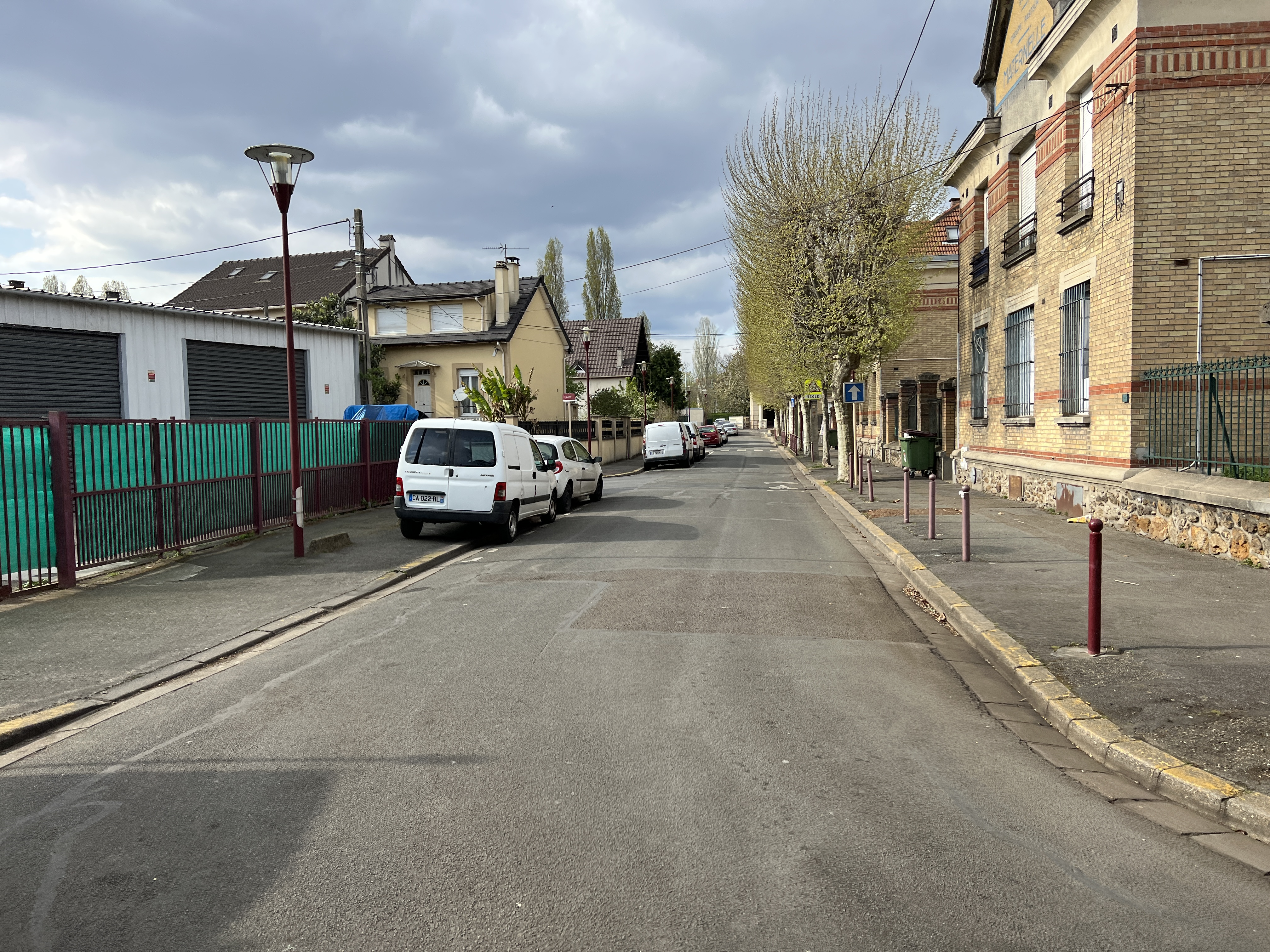
La rue en avril 2022.
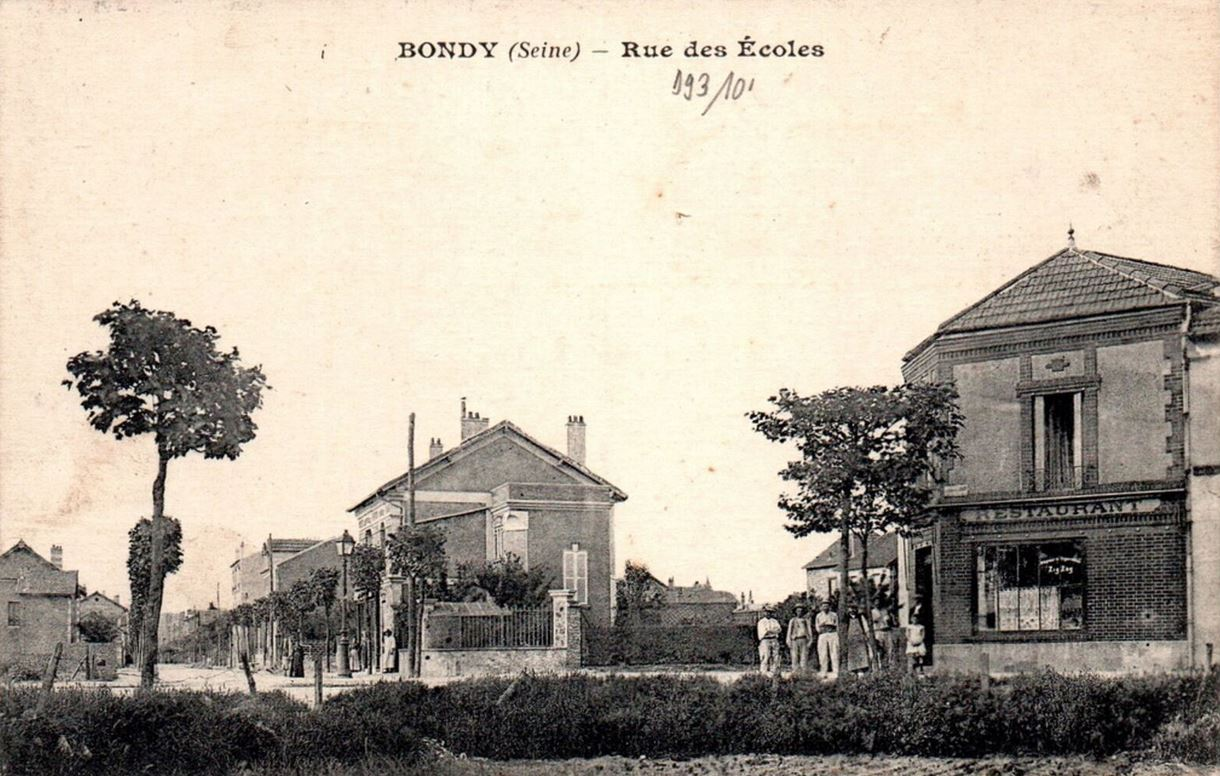
Rue des Écoles, un restaurant.